# Cantó de Verzy
El cantó de Verzy és un cantó francès del departament del Marne, situat al districte de Reims. Té 22 municipis i el cap és Verzy.

## Municipis
- Baconnes
- Beaumont-sur-Vesle
- Chamery
- Champfleury
- Chigny-les-Roses
- Ludes
- Mailly-Champagne
- Montbré
- Les Petites-Loges
- Puisieulx
- Rilly-la-Montagne
- Sept-Saulx
- Sermiers
- Sillery
- Trépail
- Val-de-Vesle
- Verzenay
- Verzy
- Ville-en-Selve
- Villers-Allerand
- Villers-aux-Nœuds
- Villers-Marmery

## Història
| Data d'elecció                           | Identitat        | Partit           | Qualitat |
| ---------------------------------------- | ---------------- | ---------------- | -------- |
| 1945-1964                                | Adrien Fagot     | MRP              |          |
| 1964-1976                                | Jean Cattier     | MRP, després CDP |          |
| 1976-2008                                | Pierre Lallement | CDP, després UDF |          |
| 2008-                                    | Alain Toullec    | Divers droite    |          |
| les dades anteriors no són pas conegudes |                  |                  |          |
|                                          |                  |                  |          |

## Demografia
| A partir de 1990: Població sense dobles comptes |